# Agabus amnicola
Agabus amnicola är en skalbaggsart som först beskrevs av J. Sahlberg 1880.  Agabus amnicola ingår i släktet Agabus och familjen dykare. Inga underarter finns listade i Catalogue of Life.